# Dekanat Nysa
Dekanat Nysa – jeden z 36 dekanatów w rzymskokatolickiej diecezji opolskiej.

## Parafie
W skład dekanatu wchodzi 15 parafii:
- parafia św. Jana Ewangelisty → Biała Nyska
- parafia św. Jerzego → Domaszkowice
- parafia Wniebowzięcia Najświętszej Maryi Panny → Kępnica
- parafia Podwyższenia Krzyża Świętego → Niwnica
- parafia Matki Boskiej Bolesnej → Nysa
- parafia św. Apostołów Piotra i Pawła → Nysa
- parafia św. Dominika → Nysa
- parafia św. Elżbiety Węgierskiej → Nysa
- parafia św. Franciszka z Asyżu → Nysa
- parafia św. Jakuba Starszego i św. Agnieszki Panny Męczennicy → Nysa
- parafia św. Jana Chrzciciela i św. Mikołaja → Nysa
- parafia św. Klemensa Rzymskiego → Rusocin
- parafia św. Nikazego Biskupa Męczennika i Chrystusa Króla → Węża
- parafia św. Mikołaja → Wierzbięcice
- parafia św. Katarzyny Panny i Męczennicy → Złotogłowice